# Phyllontocheila
Phyllontocheila is een geslacht van wantsen uit de familie van de Tingidae (Netwantsen). Het geslacht werd voor het eerst wetenschappelijk beschreven door Fieber in 1844 .